# Вирџинија Рађи
Вирџинија Елена Рађи (итал. Virginia Elena Raggi; Рим, Италија, 18. јул 1978) је италијанска политичарка, адвокат и прва градоначелница Рима.

## Биографија
Рађијева је рођена Римљанка, у том граду је дипломирала право, а одборница у престоничкој скупштини постала је 2013. За кандидаткињу за градоначелницу Рима изабрана је у онлајн гласању у којем су учествовали припадници Покрета пет звезда.
У првом кругу гласања 5. јуна 2016. на изборима за градоначелника, освојила је преко 35 одсто гласова. У другом кругу гласања две недеље касније, Рађијева је повећала разлику у односу на противкандидата Роберта Ђакетија, и победила са 67,2% гласова, што значи да је око 770.000 бирача гласало за њу. Постала је прва жена на месту градоначелника у историји Рима.

## Приватан живот
Живи са породицом у Риму. Удата је за Андреу Северинија са којим има једно дете, сина Матеа рођеног 2009. године.